# ダバイーの戦い
ダバイーの戦い（英語：Battle of Dabhi/Dabhoi）は、1731年4月1日にインドのダバイーにおいて、マラーター王国の宰相バージー・ラーオと叛将である軍総司令官トリンバク・ラーオ・ダーバーデーとの間で行われた戦い。ダボイーの戦いとも呼ばれる。

## 戦闘に至る経緯
1729年、マラーター王国の軍総司令官カンデー・ラーオ・ダーバーデーが死亡し、1730年にその息子トリンバク・ラーオ・ダーバーデーが父の地位を継いだ。
ところが、トリンバク・ラーオは次第に王国宰相バージー・ラーオに反目するようになり、ついにはグジャラートを自己の勢力範囲と見なして、ニザーム王国の援助を得て公然と反抗するようになった。
そのため、1731年3月、宰相バージー・ラーオはグジャラートで活動していたピラージー・ラーオ・ガーイクワードと合流し、トリンバク・ラーオの討伐へと向かった。

## 戦闘とその後の経過
同年4月1日、バージー・ラーオとトリンバク・ラーオの軍勢はダバイーで激突した。この戦いはバージー・ラーオの勝利に終わり、敗れたトリンバク・ラーオは敗死した。
この戦いの勝利により、バージー・ラーオに敵対する勢力はほぼ一掃された。また、ピラージー・ラーオ・ガーイクワードはグジャラートを勢力範囲とし、ヴァドーダラーを中心にこの地域に勢力を張ることとなった。